# Sportovní střelba na Letních olympijských hrách 2008
Střelecké soutěže na Olympijských hrách v Pekingu 2008 se konaly od 9. srpna do 17. srpna. Soutěžilo se celkem v 15 disciplínách (viz přehled), které se konaly v pekingské střelecké hale Beijing Shooting Range Hall (pistole a pušky) a pekingské střelnici pro střelbu na běžící cíl - Beijing Shooting Range Clay Target Field (brokovnice).

## Kalendář soutěží
| Kalendář her | Kalendář her      | 6 | 7 | 8 | 9 | 10 | 11 | 12 | 13 | 14 | 15 | 16 | 17 | 18 | 19 | 20 | 21 | 22 | 23 | 24 |
| ------------ | ----------------- | - | - | - | - | -- | -- | -- | -- | -- | -- | -- | -- | -- | -- | -- | -- | -- | -- | -- |
| Střelba      | Piktogram střelby |   |   |   | 2 | 2  | 2  | 2  | 1  | 2  | 1  | 2  | 1  |    |    |    |    |    |    |    |

|  | Závody |  | Finále |

| Den               | Disciplina                        | M/Ž     | Místní čas  |
| ----------------- | --------------------------------- | ------- | ----------- |
| sobota 9. srpna   | Vzduchová puška na 10m            | ženy Q. | 8.30-9.45   |
| sobota 9. srpna   | Trap                              | muži Q. | 9.00-13.30  |
| sobota 9. srpna   | Vzduchová puška na 10m            | ženy F. | 10.30-10.50 |
| sobota 9. srpna   | Vzduchová pistole na 10m          | muži Q. | 12.00-13.45 |
| sobota 9. srpna   | Vzduchová pistole na 10m          | muži F. | 15.00-15.20 |
| neděle 10. srpna  | Vzduchová pistole na 10m          | ženy Q. | 9.00-11.15  |
| neděle 10. srpna  | Trap                              | muži Q. | 9.00-12.00  |
| neděle 10. srpna  | Vzduchová pistole na 10m          | ženy F. | 12.00-12.20 |
| neděle 10. srpna  | Trap                              | muži F. | 15.00-15.45 |
| pondělí 11. srpna | Vzduchová puška na 10m            | muži Q. | 9.00-10.45  |
| pondělí 11. srpna | Trap                              | ženy Q. | 9.00-13.30  |
| pondělí 11. srpna | Vzduchová puška na 10m            | muži F. | 12.00-12.20 |
| pondělí 11. srpna | Trap                              | ženy F. | 15.00-15.45 |
| úterý 12. srpna   | Pistole na 50m                    | muži Q. | 9.00-11.00  |
| úterý 12. srpna   | Double trap                       | muži Q. | 9.00-13.00  |
| úterý 12. srpna   | Pistole na 50m                    | muži F. | 12.00-12.20 |
| úterý 12. srpna   | Double trap                       | muži F. | 15.00-15.45 |
| středa 13. srpna  | Pistole na 25m                    | ženy Q. | 9.00-14.00  |
| středa 13. srpna  | Pistole na 25m                    | ženy F. | 15.00-15.20 |
| čtvrtek 14. srpna | Malorážka na 50m - polohový závod | ženy Q. | 9.00-11.15  |
| čtvrtek 14. srpna | Skeet                             | ženy Q. | 9.00-13.00  |
| čtvrtek 14. srpna | Malorážka na 50m - polohový závod | ženy F. | 12.30-12.50 |
| čtvrtek 14. srpna | Skeet                             | ženy F. | 15.00-15.45 |
| pátek 15. srpna   | Malorážka na 50m                  | muži Q. | 9.00-10.15  |
| pátek 15. srpna   | Skeet                             | muži Q. | 9.00-13.30  |
| pátek 15. srpna   | Malorážka na 50m                  | muži F. | 11.30-11.50 |
| pátek 15. srpna   | Rychlopalná pistole na 25m        | muži Q. | 13.00-15.00 |
| sobota 16. srpna  | Rychlopalná pistole na 25m        | muži Q. | 9.00-11.00  |
| sobota 16. srpna  | Skeet                             | muži Q. | 9.00-12.00  |
| sobota 16. srpna  | Rychlopalná pistole na 25m        | muži F. | 12.00-12.40 |
| sobota 16. srpna  | Skeet                             | muži F. | 15.00-15.45 |
| neděle 17. srpna  | Malorážka na 50m - polohový závod | muži Q. | 15.30-17.30 |
| neděle 17. srpna  | Malorážka na 50m - polohový závod | muži F. | 19.00-21.00 |

## Medailisté

### Muži
| Kategorie                | Zlato                                          | Stříbro                                       | Bronz                                       |
| ------------------------ | ---------------------------------------------- | --------------------------------------------- | ------------------------------------------- |
| 10 m vzduchová pistole   | Pchang Wej · Čína (CHN)                        | Čin Čong-o · Jižní Korea (KOR)                | Jason Turner · Spojené státy americké (USA) |
| 25 m rychlopalná pistole | Oleksandr Petriv · Ukrajina (UKR)              | Ralf Schumann · Německo (GER)                 | Christian Reitz · Německo (GER)             |
| 50 m pistole             | Čin Čong-o · Jižní Korea (KOR)                 | Tchan Cung-liang · Čína (CHN)                 | Vladimir Isakov · Rusko (RUS)               |
| 10 m vzduchová puška     | Abhinav Bindra · Indie (IND)                   | Ču Čchi-nan · Čína (CHN)                      | Henri Häkkinen · Finsko (FIN)               |
| Puška na 50 m            | Artur Ajvazjan · Ukrajina (UKR)                | Matthew Emmons · Spojené státy americké (USA) | Warren Potent · Austrálie (AUS)             |
| Puška na 50m (3 pozice)  | Čchiou Ťien · Čína (CHN)                       | Jurij Suchorukov · Ukrajina (UKR)             | Rajmond Debevec · Slovinsko (SLO)           |
| Trap                     | David Kostelecký · Česko (CZE)                 | Giovanni Pellielo · Itálie (ITA)              | Alexej Alipov · Rusko (RUS)                 |
| Double trap              | Walton Eller · Spojené státy americké (USA)    | Francesco D'Aniello · Itálie (ITA)            | Chu Pin-jüan · Čína (CHN)                   |
| Skeet                    | Vincent Hancock · Spojené státy americké (USA) | Tore Brovold · Norsko (NOR)                   | Anthony Terras · Francie (FRA)              |

Kim Jong-su ze Severní Koreje původně získal stříbrnou medaili v disciplíně 50 m pistole a bronz v 10 m vzduchová pistole, ale byl diskvalifikován poté, co byl pozitivně testován na propranolol.

### Ženy
| Kategorie                | Zlato                                    | Stříbro                                     | Bronz                                           |
| ------------------------ | ---------------------------------------- | ------------------------------------------- | ----------------------------------------------- |
| 10 m vzduchová pistole   | Kuo Wen-ťün · Čína (CHN)                 | Natalia Paderinová · Rusko (RUS)            | Nino Salukvadzeová · Gruzie (GEO)               |
| 10 m vzduchová puška     | Kateřina Emmons · Česko (CZE)            | Ljubov Galkina · Rusko (RUS)                | Snježana Pejčić · Chorvatsko (CRO)              |
| Pistole na 25 m          | Čchen Jing · Čína (CHN)                  | Otryadyn Gündegmaa · Mongolsko (MGL)        | Munkhbayar Dorjsuren · Německo (GER)            |
| Puška na 50 m (3 pozice) | Tu Li · Čína (CHN)                       | Kateřina Emmons · Česko (CZE)               | Eglis Yaima Cruzová · Kuba (CUB)                |
| Trap                     | Satu Mäkeläová-Nummelaová · Finsko (FIN) | Zuzana Rehák Štefečeková · Slovensko (SVK)  | Corey Cogdellová · Spojené státy americké (USA) |
| Skeet                    | Chiara Cainerová · Itálie (ITA)          | Kim Rhodeová · Spojené státy americké (USA) | Christine Brinkerová · Německo (GER)            |